# Mayville (Contea di Dodge, Wisconsin)
Mayville è un comune degli Stati Uniti d'America, situato nello Stato del Wisconsin, nella contea di Dodge.